# Далматов, Василий Никитич
Васи́лий Ники́тич Далма́тов (1 января 1899 года — 14 октября 1977 года) — советский военачальник, генерал-майор (1940).

## Биография
Родился в селе Хрущево, по другим данным, родился в селе Хрущёво-Подлесное Данковского уезда Рязанской губернии (ныне Данковского района Липецкой области). Из-за бедности семьи окончил только начальную школу и ещё детстве с семьёй уехал на заработки в Донбасс. С 1912 года работал посыльным и разнорабочим в заводской химической лаборатории в Луганске, с 1913 года учеником токаря, а с 1916 года токарем на заводе «Сириус» в Екатеринославе. В 1917 году вступил в заводскую дружину Красной Гвардии.
В Красной Армии с марта 1919 года. В Гражданскую войну В. Н. Далматов воевал красноармейцем 49-го стрелкового полка 6-й стрелковой дивизии 7-й. Сражался на Западном фронте против войск Н. Н. Юденича. Участник Советско-польской войны. С декабря 1920 года — курсант 45-х Витебских пехотных командных курсов, в составе сводного отряда курсов принимал участие в подавлении Кронштадтского восстания.
В межвоенный период В. Н. Далматов после окончания курсов направлен на службу в октябре 1922 года в пограничные войска ОГПУ: командир взвода 2-й пограничной дивизии, с декабря 1922 командир отделения Петрозаводского пограничного батальона войск ГПУ. С апреля 1923 года — помощник начальника 5-го Сестрорецкого пограничного отряда, начальник заставы 7-го Кингисеппского пограничного отряда. С сентября 1927 года — слушатель высшей пограничной школы ОГПУ в Москве. После её окончания в 1929 году — начальник заставы, затем старший инструктор строевой подготовки штаба 5-го Сестрорецкого пограничного отряда. В 1929 году вступил в ВКП(б). С 1934 года по 1937 год — слушатель Военной академии имени М. В. Фрунзе. В октябре 1937 года назначен начальником 72-го Ковдозерского пограничного отряда. С мая 1939 года В. Н. Далматов — начальник Управления пограничных войск НКВД Карело-Финской ССР. Участник советско-финской войны 1939—1940 годов. 4 июня 1940 года В. Н. Далматову присвоено звание «генерал-майор».
С начала Великой Отечественной войны с 15 июля 1941 года В. Н. Далматов — командующий войсками 31-й армии, сформированной в Московском военном округе с непосредственным подчинением Ставке ВГК. В июле она была включена во Фронт резервных армий и сосредоточена в районе города Ржев. С 30 июля в составе Резервного фронта занимала оборону на рубеже Осташков, Ельцы, Зубовка (45 км западней Ржева), Тишина. В сентябре войска армии вели тяжёлые оборонительные бои и в начале октября в составе Западного фронта под ударами превосходящих сил противника отошли к Ржеву. 12 октября 1941 года армия была расформирована, её соединения и части были переданы 29-й армии, полевое управление выведено в резерв фронта, а затем передано Калининскому фронту. С 24 октября 1941 года — заместитель командующего войсками Московской зоны обороны, которая включала помимо оборонительных рубежей, оперативное объединение в составе 24-й и 60-й армий. 9 ноября 1941 года по ходатайству военного совета 29-й армии «за крупные упущения в управлении войсками при обороне Ржева» Ставкой ВГК было принято решение об аресте и предании суду военного трибунала генерал-майора В. Н. Далматова. В ходе судебных разбирательств оправдан, личной вины В. Н. Далматова не установлено.
С 16 января 1942 года — командир 134-й стрелковой дивизии 41-й армии Калининского фронта. Её части и подразделения вели оборонительные бои в районе города Белый. 17 июня 1942 года отстранён от должности за «неумелое руководство боевыми операциями, вследствие чего дивизия понесла большие потери в людском составе и технике». С июля — начальник отделения боевой подготовки 41-й армии. 30 октября 1942 года назначен командиром 362-й стрелковой дивизии, которая в составе 22-й армии Калининского фронта вела наступление на Оленино в рамках Ржевско-Сычёвской наступательной операции, принимала участие в Ржевско-Вяземской наступательной операции. В апреле 1943 года дивизия выведена в резерв Ставки ВГК. Дивизия под командованием В. Н. Далматова с мая 1943 года в составе Брянского и Белорусского фронтов принимает участие в Орловской, Брянской, Гомельско-Речицкой наступательных операциях. Как отмечалось в боевой характеристике, генерал Далматов «знания и командный опыт имеет достаточный. Правильно организовал учёбу как с бойцами, так и с комсоставом и штабами. На занятиях широко использует опыт Отечественной войны. Уделяет большое внимание подготовке командного состава к управлению боем в сложной обстановке с полным использованием мощи огня как своего, так и приданого оружия».

С 10 декабря 1943 — заместитель командира по строевой части 80-го стрелкового корпуса в составе 3-й армии Белорусского фронта, а 13 января 1944 года снят с должности заместителя командира корпуса с формулировкой: «за допущенные просчёты в ходе наступательных операций». С 13 января 1944 года — вновь командует 362-й стрелковой дивизией в составе 80-го стрелкового корпуса. В феврале 1944 года командует дивизией в ходе Рогачёвско-Жлобинской наступательной операции. С марта 1944 года дивизия в составе 19-го стрелкового корпуса 50-й армии 1-го Белорусского (с мая — 2-го Белорусского) фронта. С 23 июня 1944 года и до конца войны — командир 307-й стрелковой дивизии 50-й армии 2-го Белорусского (с марта 1945 года — 3-го Белорусского) фронта. Дивизия участвовала в Белорусской стратегической наступательной операции: в её Могилёвской, Минской, Белостокской наступательных операциях. Как указано в боевой характеристике командующего 50-й армии: 
«… В. Н. Далматов тактически подготовлен хорошо, в обстановке разбирается быстро и правильно, решения принимает продуманно… Своё решение настойчиво проводит в жизнь. Требователен к себе и подчинённым».
 На заключительном этапе войны дивизия участвовала в Млавско-Эльбингской, Восточно-Прусской и Кёнигсбергской наступательных операциях, освобождении городов Биалла (Бяла-Писка), Рудшанни (Руцяне-Нида), Кёнигсберг.
После войны с января 1946 года командовал 81-й гвардейской стрелковой дивизией Киевского военного округа, а когда дивизия в июле 1946 года была сокращена в 9-ю отдельную гвардейскую стрелковую бригаду — командовал этой бригадой (июль—сентябрь 1946 года). С сентября 1946 года — старший преподаватель кафедры службы войск в Военном институте МВД СССР в Москве. С мая 1947 года — заместитель начальника этой кафедры. С сентября 1953 года в отставке по болезни.
Скончался 14 октября 1977 года в Москве, похоронен на Ваганьковском кладбище.
Депутат Верховного Совета СССР 1-го созыва (1937—1946). В межвоенный период был в разное время членом Петрозаводского городского комитета ВКП(б), членом Мурманского областного комитета ВКП(б).

## Воинские звания
- капитан (14.03.1936);
- майор (предположительно 1937);
- комбриг (9.05.1939, минуя звание полковника);
- генерал-майор (4.06.1940).

## Награды
- Орден Ленина (21.02.1945)[7]
- Шесть орденов Красного Знамени (1922, 26.04.1940, 3.11.1944, 16.02.1945, 23.04.1945, …)
- Орден Суворова II степени (22.09.1943)
- Орден Кутузова II степени (15.01.1944)[8]
- Два ордена Отечественной войны I степени (12.08.1943, …)
- медали[9][10].
- знак «Заслуженный работник НКВД»[11].
- Почётный гражданин г. Славгород Могилёвской области (Белоруссия).